# Universität Rangsit

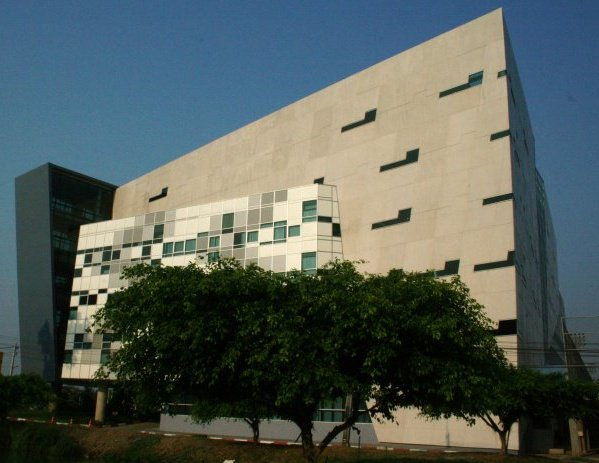
Zahnmedizinische Fakultät der Universität Rangsit

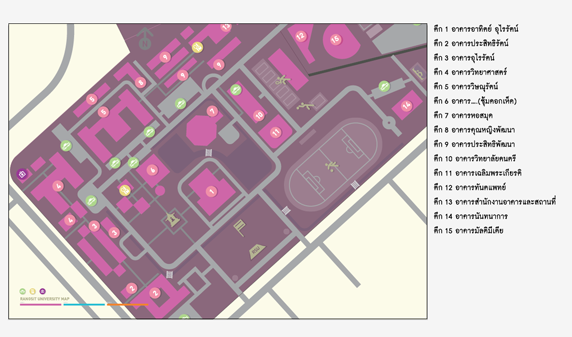
Plan des Campus der Universität Rangsit

Die Universität Rangsit (thailändisch มหาวิทยาลัยรังสิต, englisch Rangsit University, RSU) ist eine Privatuniversität in der Provinz Pathum Thani (nördlich von Bangkok), Thailand.

## Geschichte und Allgemeines
Die Universität Rangsit wurde 1986 als private Hochschule (Rangsit College) gegründet und erhielt 1990 den Status einer Universität. Präsident der Universität ist der ehemalige DP-Politiker Arthit Ourairat (ehemaliger Außenminister, Parlamentspräsident und Wissenschaftsminister). Vorsitzender des Hochschulrates ist der pensionierte Luftwaffengeneral und Kronrat Kamthon Sindhvananda.

## Fakultäten
Die Universität verfügt über folgende Abteilungen (Fakultäten und „Colleges“):
Bereich Natur- und Gesundheitswissenschaften
- College für Medizin*
- Zahnmedizinische Fakultät*
- Fakultät für Pharmazie*
- Fakultät für Krankenpflege
- Naturwissenschaftliche Fakultät
- Fakultät für Physiotherapie
- Fakultät für Medizintechnik
- Fakultät für östliche Medizin (Ostasiatische und Traditionelle thailändische Medizin)
- Fakultät für Optometrie*

Bereich Geistes- und Sozialwissenschaften
- Fakultät für Kommunikationswissenschaft
- Fakultät für Liberal Arts
- Rechtswissenschaftliche Fakultät
- College für gesellschaftliche Innovation
- Pädagogische Fakultät*/**
- Institut für Diplomatie und Internationale Studien (IDIS)**
- Fakultät für Politikwissenschaft und öffentliche Verwaltung
- Rangsit English Language Institute (RELI)

Bereich Kunst und Design
- Fakultät für Architektur
- Fakultät für Kunst und Design
- Fakultät für Digitale Kunst
- Musikhochschule

Bereich Ingenieurwissenschaften und Technik
- College für Ingenieurwissenschaften*
- Fakultät für Informationstechnologie
- Fakultät für Biotechnologie
- Institut für Luftfahrt

Bereich Wirtschaft und Business
- Fakultät für Betriebswirtschaft
- Fakultät für Rechnungswesen
- Fakultät für Wirtschaftswissenschaft
- College für Tourismus und Service

Onlinekurse, internationale und Graduiertenprogramme
- International Chinese College (ICC)
- RSU Cyber University
- International College*
- Stenden Rangsit University (Joint Venture mit der niederländischen Stenden Hogeschool; Internationale Programme für Hotelmanagement)*
- Graduate School*/**

Die mit * gekennzeichneten Abteilungen üben das Promotionsrecht aus. Die mit ** gekennzeichneten Abteilungen bieten ein englischsprachiges Programm an.

## Internationale Zusammenarbeit
- Akademie Deutsches Bäckerhandwerk Weinheim (Deutschland)
- Fachhochschule Aachen (Deutschland)
- Hogeschool van Arnhem en Nijmegen (Niederlande)
- The Institute of Education of the University of London (Großbritannien)
- Fachhochschule Savonia (Finnland)
- Stenden Hogeschool Leeuwarden (Niederlande)
- Birmingham University (Großbritannien)
- Mikkili Polytechnic (Finnland)
- Murdoch University (Australien)
- Erasmus Hogeschool (Belgien)
- Vaasa Ammattikorkeakoulu University of Applied Sciences (Finnland)
- Riga International School of Economics and Business Administration (Lettland)
- Hochschule Mälardalen (Schweden)
- Xiamen-Universität (Volksrepublik China)
- Ventaka Kala Foundation (Indien)
- Institute for Tourism Studies (Macau)
- Guangxi-Universität (Volksrepublik China)
- Universität Gyeongju (Südkorea)
- Universität Dong-eui (Südkorea)
- Duy-Tan-Universität (Vietnam)
- Universität Soongsil (Südkorea)
- Vinayaka Mission’s Research Foundation, Deemed University (Indien)
- Korea Advanced Institute of Science and Technology (Südkorea)
- International University (Kambodscha)
- Universität für Ingenieurwesen Harbin (Volksrepublik China)
- Ming-Chuan-Universität (Taiwan)
- Technische Universität Guilin (Volksrepublik China)
- Universität für Sprache und Kultur Peking (Volksrepublik China)
- iCarnegie Technology Education (USA)
- USAC University of Nevada in Reno (USA)
- Lorain County Community College (USA)
- American International University (Bangladesch)
- Iowa State University of Science and Technology (USA)
- Edith Cowan University (Australien)
- Griffith University (Australien)
- Royal Melbourne Institute of Technology (Australien)